# Later with Jools Holland
Later with Jools Holland is een Brits televisieprogramma met hedendaagse muziek, gepresenteerd door Jools Holland. Het programma ontstond als een spin-off van The Late Show en loopt sinds 1992 op BBC Two (voorheen BBC2) in de laatavondprogrammering, gewoonlijk omstreeks 23 uur (Britse tijd). Het programma brengt een evenwichtige mix van gevestigde waarden en nieuwe artiesten, zowel soloartiesten als bands als grotere ensembles.
Vanwege Hollands kalme en zelfverzekerde stijl van presenteren en de verscheidenheid aan muzikale stijlen wordt de reeks vaak gezien als een gepaste opvolger voor The Old Grey Whistle Test.

## Inhoud
Het programma wordt getypeerd door zijn muzikale diversiteit en avontuurlijkheid. De artiesten komen zowel uit de populaire als de wereldmuziek. Elke aflevering brengt een vijftal artiesten of bands uit uiteenlopende genres, die optreden voor elkaar en voor een klein publiek in de studio. Jools Holland kondigt de nummers aan en interviewt tijdens de uitzending een of meer artiesten. De set van het programma heeft een eerder onconventionele opbouw: alle bands zijn opgesteld op een eigen plek in een cirkel, waarbij het publiek de ruimtes tussen de bands opvult. Holland kondigt vanuit het midden geregeld de bands of hun nummers aan en speelt soms een nummer mee op de piano. In het verleden begon of eindigde het programma met een jamsessie, waaraan alle genodigde gasten meededen en met Holland op piano.

## Speciale edities
Af en toe zijn speciale edities van het programma gemaakt, waarin een belangrijke artiest onder de "Later ..."-vlag optreedt. Artiesten zoals R.E.M. in 1998, Oasis in 2000 en Radiohead in 2001 verschenen zo in een speciale editie met de titel "Later presents...". De band speelt dan gedurende het volledige uur van het programma.
Andere speciale edities worden jaarlijks op oudejaarsavond uitgezonden als Jools Holland's Hootenanny. Stukken die later uit het programma werden herhaald, zijn uitgezonden onder de titel A Little Later.

## 25-jarig jubileum
In september 2017 vierde het programma zijn 25-jarig jubileum met speciale uitzendingen. Op de digitale zender BBC4 was een Stax-editie te zien waarbij de veteranen van dit label en Britse artiesten als Tom Jones, Beverley Knight en James Morrison zowel apart als samen optraden. Op BBC2 volgden een A tot Z-terugblik en een twee uur lange aflevering vanuit de Royal Albert Hall, met optredens van onder meer Foo Fighters, Paul Weller, Van Morrison en Gregory Porter.

## Nieuwe formule
Vanaf 17 oktober 2019 werd het programma in een aangepaste formule uitgezonden; daarbij deelde Holland de presentatie met een collega-muzikant en stond er in elke aflevering een thema centraal met een bijbehorende minidocumentaire. Interviews werden voortaan op de bank of aan tafel afgenomen.
Tijdens de lockdown in 2020 en 2021 sprak Holland wekelijks vanuit zijn eigen studio met een of twee gasten die clips uit het archief kozen; ook waren er vanaf 25 september 2020 twee livenummers te horen. Tijdens het laatste lockdown-seizoen (oktober 2021) keerde het programma terug naar de zaterdagavond. 
In 2022 kreeg Later with Jools Holland een nieuwe locatie in de Alexandra Palace en bestond het programma op 8 oktober dertig jaar; ter gelegenheid daarvan werd een compilatie van de allereerste aflevering uitgezonden.

## Belgische en Nederlandse artiesten
Tot dusver werden drie Belgische artiesten uitgenodigd om op te treden in het programma: Zap Mama in 1995, Melanie De Biasio in 2014 en Charlotte Adigéry in 2022. Verder trad de Nederlandse zangeres Caro Emerald op.

## Dvd-uitgaven
- Later with Jools Holland - 10 Years Later (2002) (Regio 2)
- Later with Jools Holland - Hootenanny (2003) (Regio 2)
- Later with Jools Holland - Later... Louder (2003) (Regio 1 en 2)
- Later with Jools Holland - Giants (2003) (Regio 2)
- Later with Jools Holland - Cool Britannia (2004) (Regio 1 en 2)
- Later with Jools Holland - Hip Hop Soul (2004) (Regio 2)
- Later with Jools Holland - Cool Britannia 2 (2005) (Regio 2)
- Later with Jools Holland - Even Louder (2005) (Regio 2)

Verschillende afzonderlijke artiesten hebben één of meer van hun optredens op hun eigen dvd-uitgaven uitgebracht, zoals Björks compilatie van haar optredens in het programma op Björk Later en een dvd van Moby gebundeld bij het album Play.